# Кампаниус, Джон
Джон Кампаниус (швед. Johannes Jonæ Holmiensis Campanius; 15 августа, 1601 — 17 сентября, 1683, также известный как Йохан Кампаниус, а также Йоханнес Кампаниус) — шведский лютеранский священник, миссионер в Северной Америке, служивший в колонии Новая Швеция.

## Биография
Джон Кампаниус родился в Стокгольме и учился в Упсальском университете, и окончил его в 1633 году. В нём он изучал теологию. Он был рукоположен в лютеранское служение в 1633 году. В 1634 году он служил капелланом шведской делегации в Русском царстве. Затем он переехал в Норртелье, где он служил школьным учителем с 1636 года. Он также служил капелланом и наставником Стокгольмского сиротского дома, и занимал эту должность до 1642 года.

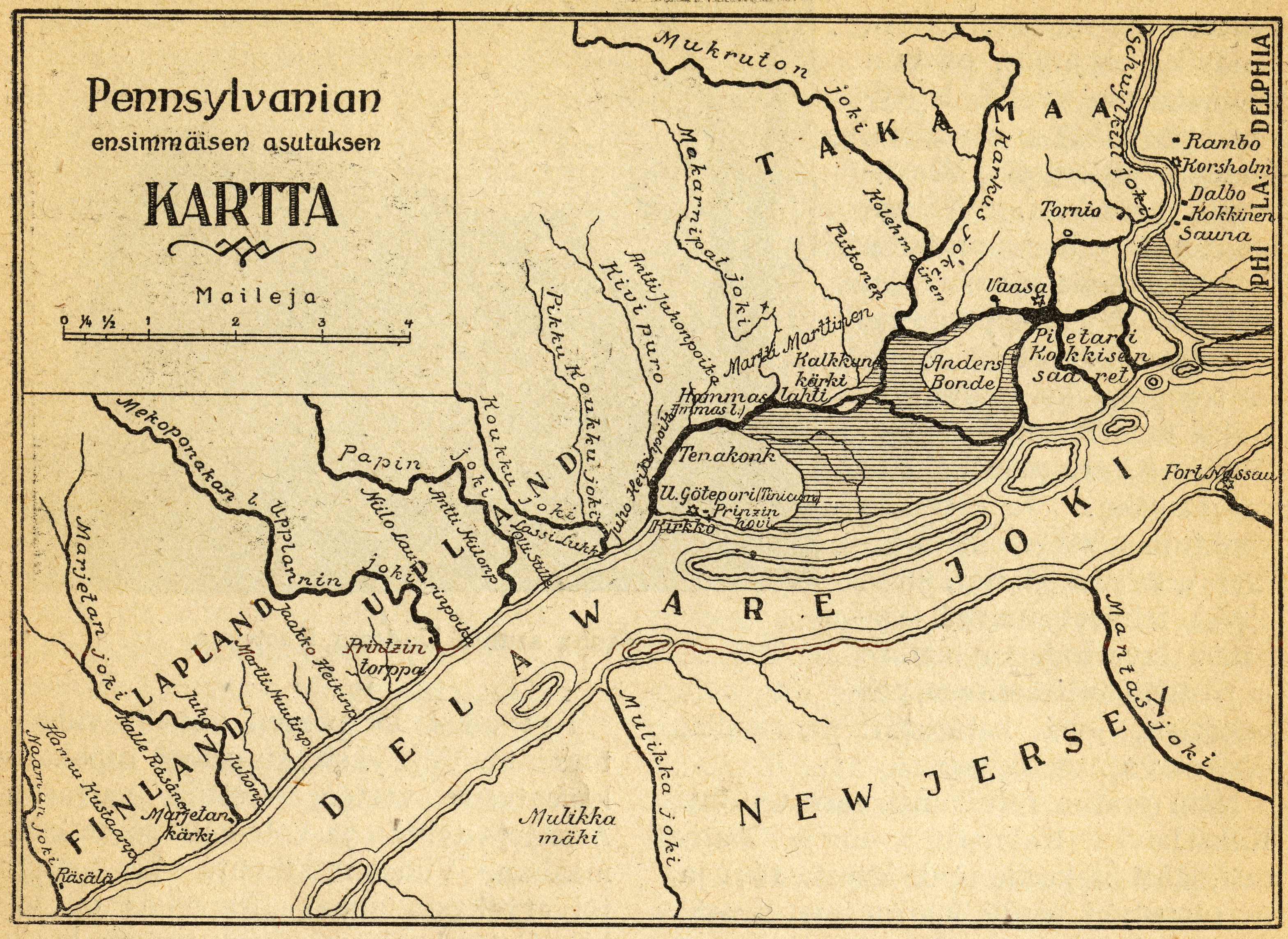
Карта расположения форта Новый Гетеборг и других шведских колонистких поселений

### Служение в Новой Швеции
Кампаниус покинул Стокгольм 16 августа 1642 года и прибыл в Новую Швецию 15 февраля 1643 года. Он приехал сопровождать первых шведских поселенцев в форт Кристина, недалеко от современного Уилмингтона, штат Делавэр, и служил миссионером у близлежащих индейцев Делавары. Кампаниус заменил недавно умершего первого шведского лютеранского священника Реоруса Торкиллуса. В течение нескольких лет в колонии Новой Швеции не было конкретного места для организованного богослужения. Кампаниусу пришлось посетить поселенцев в их хижинах, которые простирались вплоть до форта Новый Гетеборг на острове Тиникум. Джон Кампаниус освятил новую церковь в Тиникуме 4 сентября 1646 года. Одним из немногих предметов, сохранившихся со времён его службы, является позолоченная серебряная чаша, используемая при совершении Евхаристии.
Кампаниус также начал добиваться заметных успехов в христианизации индийского народа Делаверы. Он хорошо овладел их языком и научился проповедовать им с хорошим эффектом. Он также переводил их слова, числа и общие фразы. Например, он приспособил Молитву Господню к американским обстоятельствам, заменив «хлеб насущный» «обильным запасом оленины и кукурузы». Приобретя таким образом опыт, он в конце концов смог перевести «Малый катехизис» Мартина Лютера на делаверский язык. Эта работа, которая была напечатана в 1696 году в Стокгольме, является одной из первых попыток уроженца Европы создать письменный документ на одном из коренных американских языков. Он был опубликован на делавэрском и шведском языках вместе со словарём.
Кампаниус также изучал традиции коренного населения и записывал их в свой дневник. Это помогло сохранить некоторую антропологическую информацию о них.

### Возвращение в Швецию
В 1647 году он написал своему архиепископу в Стокгольме, что устал от своей работы в Новой Швеции, и попросил разрешить ему вернуться домой. В 1648 году три других министра были отправлены в Новую Швецию, чтобы продолжить его работу, и Кампаниусу разрешили вернуться в Швецию. Там он служил служителем церквей в Херневи и Фрёстхульте в графстве Уппсала на востоке центральной Швеции до своей смерти в 1683 году. На этих должностях он также работал над завершением перевода катехизиса Лютера. И Джон Кампаниус, и его жена Маргарета были похоронены в церкви Фрёстхульт в муниципалитете Энчёпинг.

## Премия Джона Кампаниуса
Джон Кампаниус был первым человеком, который проводил систематические наблюдения за погодой в американских колониях. Некоторые считают его первым метеорологом в Америке, поскольку он вёл ежедневные записи погоды в Новой Швеции. Записи включали как минимум 1644 и 1645 годы и были опубликованы в Швеции в 1702 году. Премия Джона Кампаниуса Холма присуждается ежегодно в честь совместных наблюдателей за выдающиеся достижения в области метеорологических наблюдений. Ежегодно вручается не более двадцати пяти наград. Сертификат подписан администратором Национального управления океанических и атмосферных исследований.